# Marseille-en-Beauvaisis
 Marseille-en-Beauvaisis  es una comuna y población de Francia, en la región de Picardía, departamento de Oise, en el distrito de Beauvais. Es la cabecera del cantón de su nombre.
Su población en el censo de 1999 era de 954 habitantes.
Está integrada en la Communauté de communes de la Picardie Verte .
- Datos: Q971261
- Multimedia: Marseille-en-Beauvaisis / Q971261

1. ↑  Worldpostalcodes.org, código postal n.º 60690.
2. ↑  INSEE, Datos de población para el año 2012 de Marseille-en-Beauvaisis (en francés).